# 大洗にも星はふるなり
『大洗にも星はふるなり』（おおあらいにもほしはふるなり）は、福田雄一の戯曲。劇団ブラボーカンパニーにより2006年12月に恵比寿・エコー劇場にて初演、2009年12月に同劇場にて再演された。
福田の脚本・監督によりコメディ映画として映画化され、2009年11月に公開された。

## あらすじ
クリスマスが近づいたある日、自信過剰の勘違い男・杉本（山田孝之）のもとに、夏にアルバイトをしていた茨城県大洗の海の家「江の島」のマドンナ・江里子（戸田恵梨香）から「イヴの夜にあの海の家で会いたい」という手紙が届いた。誘いに乗って海の家に行ってみると、そこには同じ手紙を受け取ったサメマニアやハイテンションなおバカなど個性的な男たち 4人が。杉本を加えた 5人の男たちは「自分こそは本命」と信じ込み、熾烈なアピール合戦を始める。そこに弁護士・関口（安田顕）が現れ、事態を収拾しようとするが、関口もまた江里子への恋心に気付いてしまい男たちの争いはヒートアップ。更にそこに遅刻して来た林（白石隼也）も加わり…。果たして 7人の男たちの江里子をめぐるバトルの行方は?

## 上演

### 初演
ブラボーカンパニープロデュース 天晴◎お気楽事務所第28回公演『大洗にも星はふるなり』
- 公演日 - 2006年12月13日 - 17日
- 劇場 - 恵比寿・エコー劇場
- 作・演出 - 福田雄一
- 出演 - 山本泰弘、佐藤正和、鎌倉太郎、金子伸哉、野村啓介、太田恭輔、蘭真人

### 再演
ブラボーカンパニープロデュース 天晴◎お気楽事務所第31回公演『大洗にも星はふるなり』
- 公演日 - 2009年12月9日 - 13日
- 劇場 - 恵比寿・エコー劇場
- 作・演出 - 福田雄一
- 出演 - 佐藤正和、野村啓介、太田恭輔、鎌倉太郎、山本泰弘、古山憲太郎（モダンスイマーズ）

## 映画
福田雄一の脚本・監督、日活の配給により、2009年11月7日に公開された。キャッチフレーズは、“暴走の果てに待ち受ける、キセキの結末とは!?”

### キャスト
- 杉本（カンチガイ・ストーカー） - 山田孝之: 過剰なまでのナルシスト。
- 松山（オクテ・サメマニア） - 山本裕典
- 猫田（浮気・命） - ムロツヨシ
- 仁科（ハイテンション・バカ） - 小柳友
- 林（天然・カラ回り） - 白石隼也
- 関口（バツイチ・ミーハー弁護士） - 安田顕
- マスター（ちょい悪?オヤジ） - 佐藤二朗
- 江里子（マドンナ） - 戸田恵梨香
- その他出演者：伊藤麻実子、南條有香、太田恭輔、福田響志、鎌倉太郎、伊藤さとり、小島康志

### スタッフ
- 監督・脚本：福田雄一
- 撮影監督：中山光一
- 撮影：高野稔弘
- 美術：小泉博康
- 照明：保坂温
- 録音：深田晃
- 編集：栗谷川純
- VFX：ナイス・デー
- 主題歌：メロライド『ココニアル』
- 劇中歌：スケルト・エイト・バンビーノ『I ll be waiting』／Virgin Insanity
- オープニングソング：Mountain Mocha Kilimanjaro（マウンテン・モカ・キリマンジャロ）+Nello『Just A Rambiling Man』
- 製作者：佐藤直樹
- 製作代表：梶田裕貴、古屋文明
- エグゼクティブプロデューサー：馬場清、長谷川真澄
- プロデューサー：渋谷恒一、有重陽一、マツムラケンゾー
- アソシエイトプロデューサー：小林智浩
- 製作プロダクション：日活撮影所/SEP
- 製作委員会メンバー：日活／SEP／日本出版販売

### 映画祭での先行上映
一般公開に先立って以下の上映あり。
- 「第2回したまちコメディ映画祭in台東」の特別招待作品として2009年9月22日のオープニングセレモニー後に上映
- 「第22回東京国際映画祭」の特別招待作品として2009年10月20日に上映

### 関連商品

#### ノベライズ
- 相田冬二『大洗にも星はふるなり』（2009年10月23日、メディアファクトリー、ISBN 9784840130646）

#### DVD
- 『大洗にも星はふるなり スペシャル・エディション』（2010年5月28日、ハピネット、BBBN-1013、本編103分＋特典124分）
- 『大洗にも星はふるなり』 スペシャルプライス版（2015年3月3日、ハピネット、FBBBN-1013、本編103分）

#### スピンオフDVD
スピンオフ企画となるショートコメディ集DVDが2009年12月25日に発売された。
- タイトル：『大洗にも星はふるなり』 これって全力すぎてスピンオフじゃねえじゃんスペシャル
- 監督・脚本：福田雄一
- 製作：海の家「江の島」オーナーズ
- プロデューサー：中澤サカキ、小林智浩、マツムラケンゾー
- 制作：SEP
- 出演：山田孝之、山本裕典、ムロツヨシ、白石隼也、佐藤二朗
- 収録内容
  - メイキング（約20分）
  - 本編（約40分）

  1. 瓶
  2. 教える
  3. 穴
  4. ハモる
  5. 運命の恋
  6. 湘南
  7. ハモる
  8. おめでとう